# Kyathanahatti, Sindhnur
Kyathanahatti là một làng thuộc tehsil Sindhnur, huyện Raichur, bang Karnataka, Ấn Độ.